# Severin (Germania)
Severin è una località del comune di Domsühl nel Meclemburgo-Pomerania Anteriore, in Germania.

Appartiene al circondario (Landkreis) di Ludwigslust-Parchim (targa PCH) ed è parte della comunità amministrativa (Amt) Parchimer Umland.
Fino al 25 maggio 2014 è stato comune autonomo.